# Rigsarkivar
Rigsarkivar er stillingsbetegnelsen på den øverste leder af Rigsarkivet og tidligere også landsarkiverne, der indgik i organisationen Statens Arkiver, som fra 1. oktober 2014 har været en integreret del af den nuværende enhedsorganisation kaldet Rigsarkivet efter arkivet i København. Stillingen som rigsarkivar blev oprettet i 1889 samtidig med, at Rigsarkivet blev etableret ved en sammenlægning af Gehejmearkivet og Kongerigets arkiv.

## Danske rigsarkivarer
- 1889-1897: A.D. Jørgensen
- 1897-1903: C.F. Bricka
- 1903-1915: V.A. Secher
- 1916-1924: Kristian Erslev
- 1924-1934: Laurs Laursen
- 1934-1956: Axel Linvald
- 1956-1963: Svend Aakjær
- 1963-1978: Johan Hvidtfeldt
- 1979-1992: Vagn Dybdahl
- 1992-2009: Johan Peter Noack
- 2009-2018: Asbjørn Hellum
- 2018-2018: Ole Magnus Mølbak Andersen (konstitueret)
- 2019-2022: Anne-Sofie Jensen[1]
- Fra 1. marts 2023: Morten Ellegaard[2]